# غوران هادزيتش
غوران هادزيتش (بالصربية: Горан Хаџић) ‏(7 سبتمبر 1958 - 12 يوليو 2016) هو رئيس سابق لجمهورية كرايينا الصربية خلال حرب الاستقلال الكرواتية. اتهم بارتكاب جرائم ضد الإنسانية وانتهاك قوانين وأعراف الحرب من قبل المحكمة الجنائية الدولية ليوغوسلافيا السابقة، يعتبر آخر الملاحقين من طرف المحكمة لدوره بحرب كرواتيا (1991 - 1995). تم القبض عليه من قبل السلطات الصربية في 20 يوليو 2011. أمرت المحكمة بالإفراج عنه بعد اصابته بسرطان الدماغ في أبريل 2015.